# Vertigo Games
Vertigo Games ist ein niederländischer Spielentwickler und Herausgeber von Computer- und VR-Spielen. Das Unternehmen wurde 2008 gegründet und hat Niederlassungen in Rotterdam, Amsterdam und Los Angeles. Vertigo Games hat mehrere Spiele entwickelt, darunter die Adam's Venture- Reihe und eine Reihe beliebter VR-Spiele wie die Arizona Sunshine -Reihe, After the Fall und Metro Awakening.

## Gründung
Vertigo Games wurde 2008 in Rotterdam von Richard Stitselaar und Vincent van Brummen gegründet. Das Unternehmen entstand im selben Jahr aus der Insolvenz von Coded Illusions, das ebenfalls von Stitselaar gegründet worden war. Nach der Insolvenz kaufte Stitselaar die 3D- und Grafikressourcen des Studios und nutzte sie später für die Entwicklung von Adam’s Venture, einer Reihe von Puzzle-Adventure-Spielen. Von der Gründung bis 2013 arbeitete das Unternehmen hauptsächlich an diesen Computerspielen. Die Serie war für ihre christliche Ausrichtung bekannt.
Vertigo Games beschloss 2015, die geistigen Eigentumsrechte von Adam’s Venture an Soedesco zu verkaufen, um neue Möglichkeiten für das Franchise zu schaffen und weil man sich stärker auf die Entwicklung von VR-Spielen konzentrieren wollte. Vertigo Games blieb jedoch an der Entwicklung der Serie beteiligt, was 2016 zur Veröffentlichung von Adam's Venture: Origins führte.

### Erste VR-Spiele
Vertigo Games begann 2013 mit der Entwicklung von VR-Spielen, als sie ein Oculus-Headset kauften und das Potenzial der virtuellen Realität erkannten. In diesem Jahr kündigte das Unternehmen World of Diving an, ein VR-fähiges MMO, und startete eine Indiegogo-Kampagne. Die Indiegogo-Kampagne war nicht erfolgreich, aber das Spiel stieß auf Steam Greenlight auf mehr Interesse. Eine Early-Access-Version des Spiels wurde im August 2014 auf Steam veröffentlicht.
Im Mai 2015 gab Vertigo die Entwicklung des Zombie-Shooter-Spiels Arizona Sunshine bekannt. Das Spiel war bei seiner Veröffentlichung im Dezember 2016 erfolgreich. Bis 2020 wurde das Spiel von jedem zehnten VR-Benutzer gespielt und machte 15 bis 20 Prozent aller Spielminuten in VR-Spielhallen aus.

### Diversifizierung
Im Juli 2018 brachte das Unternehmen Vertigo Arcades auf den Markt, um VR-Entwickler und VR-Spielhallen zu unterstützen. Es bietet die VR Arcade Suite, einen Content Launcher für VR-Titel, und stellt technischen Support und Hardware bereit.
Darüber hinaus startete Vertigo Games auch als Herausgeber von VR-Spielen unter dem Namen Vertigo Publishing. Dieser Unternehmenszweig unterstützt VR-Entwickler durch Finanzierung und Marketing für ihre Spiele. Das erste veröffentlichte Spiel war A Fisherman's Tale, ein VR-Spiel, das von Innerspace VR entwickelt wurde. Im Jahr 2021 veröffentlichten sie außerdem Unplugged, ein von Anotherway entwickeltes Gitarrenspiel, und Traffic Jams, ein von Little Chicken Game Company entwickeltes VR-Spiel, in dem die Spieler als Verkehrskontrolleure arbeiten.

### Akquisitionen
Im Jahr 2020 wurde Vertigo Games von Koch Media (jetzt bekannt als Plaion), einer Tochtergesellschaft der Embracer Group, übernommen. Obwohl Vertigo Games finanziell gesund war, erkannten die Gründer, dass der schnell wachsende VR-Markt für ein unabhängiges Studio eine Herausforderung darstellen würde. Die Übernahme durch Koch Media lieferte die notwendigen Ressourcen und Unterstützung, um in der VR-Branche wettbewerbsfähig zu bleiben. Die Übernahme umfasste alle Segmente von Vertigo Games, einschließlich der Rechte am geistigen Eigentum. Der Gesamtwert des Deals betrug 115 Millionen Euro. Vertigo Games blieb jedoch weiterhin als unabhängiger Entwickler und Herausgeber tätig.
Nach der Übernahme baute Vertigo Games seine Aktivitäten im Jahr 2021 durch die Übernahme von Force Field, einem weiteren niederländischen VR-Spieleentwickler mit Sitz in Amsterdam, weiter aus. Dieses Studio wurde in Vertigo Studios Amsterdam umbenannt und Arthur Houtman, der ehemalige CEO von Force Field, wurde bis zu seinem Tod im Jahr 2022 zum Geschäftsführer des Unternehmens ernannt.
Im Februar 2021 übernahm Vertigo Games außerdem SpringboardVR, einen Anbieter von VR-Standortdiensten. Während der Markenname SpringboardVR beibehalten wurde, wechselten einige Mitarbeiter zu Vertigo Games. Die Gründer von SpringboardVR gründeten daraufhin ein neues Unternehmen namens ArborXR, das sich auf die Verwaltung von XR-Geräten und -Inhalten für Unternehmen konzentriert.

## Spiele
| 2009 | Adam's Venture : Episode 1 – Die Suche nach dem verlorenen Garten | Iceberg Interactive | — | Windows                          |
| 2011 | Adam's Venture: Episode 2 – Salomons Geheimnis                    | Iceberg Interactive | — | Windows                          |
| 2012 | Adam's Venture: Episode 3 – Enthüllungen                          | Iceberg Interactive | — | Windows                          |
| 2013 | Adam's Venture Trilogie                                           | Iceberg Interactive | — | Windows                          |
| 2014 | World of Diving                                                   | Selbstmanagement    | — | Windows, macOS, Linux            |
| 2014 | Die Gefahren des Menschen                                         | Selbstmanagement    | IF-Spiele | Windows, macOS, Linux, iOS       |
| 2015 | Adam's Venture: Chroniken                                         | Soedesco            | — | Windows, PlayStation 3           |
| 2016 | NERO: Nichts bleibt jemals im Dunkeln (PlayStation-4-Port)        | Soedesco            | Sturm im Wasserglas | PlayStation 4                    |
| 2016 | Adam's Venture: Ursprünge                                         | Soedesco            | — | Windows, PlayStation 4, Xbox One |
| 2016 | Arizona Sunshine                                                  | Selbstmanagement    | Jaywalkers Interactive                                                                                                   | Windows, Windows-Apps            |
| 2017 | Arizona Sunshine                                                  | Selbstmanagement    | Jaywalkers Interactive                                                                                                   | Windows-Apps, PlayStation 4      |
| 2017 | Himmelswelt                                                       | Selbstmanagement    | Wolfdog Interactive | Windows                          |
| 2018 | Anne-Frank-Haus VR                                                | Selbstmanagement    | Knucklehead Studios | Windows, Quest                   |
| 2018 | Arizona Sunshine – Dead Man DLC                                   | Selbstmanagement    | Jaywalkers Interactive                                                                                                   | Windows, Quest, PlayStation 4    |
| 2019 | Arizona Sunshine                                                  | Selbstmanagement    | Jaywalkers Interactive, Keywords Studios                                                                                 | Suche                            |
| 2019 | Arizona Sunshine – The Damned DLC                                 | Selbstmanagement    | Jaywalkers Interactive                                                                                                   | Windows, Quest, PlayStation 4    |
| 2019 | Himmelswelt                                                       | Selbstmanagement    | Wolfdog Interactive | PlayStation 4                    |
| 2019 | Skyworld: Königreichsschlägerei                                   | Selbstmanagement    | — | Windows, Quest                   |
| 2020 | Adam's Venture: Ursprünge                                         | Soedesco            | — | Nintendo-Schalter                |
| 2020 | Arizona Sunshine: Deluxe Edition                                  | Selbstmanagement    | — | Windows, PlayStation 4           |
| 2021 | After the Fall                                                    | Selbstmanagement    | — | Windows, PlayStation 4           |
| 2023 | The 7th Guest                                                     | Selbstmanagement    | Trilobyte, ExKee, MelonadeFX, Infinity Interactive, 4DR Studios, Arcturus Studios, Meta, Universally Speaking, Localsoft | Windows, Quest, PlayStation 5    |
| 2023 | Arizona Sunshine 2                                                | Selbstmanagement    | Infinity Interactive, Original Force, Localsoft                                                                          | Windows, Quest, PlayStation 5    |
| 2024 | Arizona Sunshine Remake                                           | Selbstmanagement    | — |                                  |
| 2024 | Metro Awakening                                                   | Selbstmanagement    | 4A Games, Deep Silver | Windows, Quest, PlayStation 5    |